# ندراهوویتسه
ندراهوویتسه (به چکی: Nedrahovice) یک منطقهٔ مسکونی در جمهوری چک است که در ناحیه پریبرام واقع شده‌است.